# Ten Mandere
Ten Mandere is een heemkundig tijdschrift dat sinds 1960 in Izegem uitgegeven wordt door de heemkring Ten Mandere die in datzelfde jaar van start ging. Het tijdschrift verschijnt driemaal per jaar. De focus ligt op lokale en familiegeschiedenis op het grondgebied van de gemeente Izegem en haar deelgemeenten Emelgem en Kachtem.